# Independencia (Distrikt in Paraguay)
Independencia (auch Colonia Independencia) ist ein Distrikt im Departamento Guairá und eine deutschsprachige Kolonie in Paraguay mit rund 27.000 Einwohnern. Das Gebiet liegt rund 180 km östlich von Asunción.
Die Landschaft ist geprägt durch das Gebirge Cordillera del Ybytyruzú, das teilweise in diesem Distrikt liegt. Hier befindet sich auch der zweithöchste Berg Paraguays, der Akati mit einer Höhe von 600 m. Es gibt viele Bäche und Wasserfälle, darunter der bekannte Salto Suizo (Schweizer Wasserfall).
Independencia wurde 1919 von Winzern aus Baden gegründet. Per Dekret stellte die paraguayische Regierung 10.000 Hektar Land für die Einwanderer zur Verfügung und vergab jeweils 10 Hektar an Alleinstehende und 20 Hektar Land an Familien. Später kamen auch Siedler aus Österreich und der Schweiz dazu. Der Weinbau war früher ein wichtiger und vorrangiger Wirtschaftsfaktor in der Kolonie. Das änderte sich, als bessere chilenische und argentinische Weine den Markt überfluteten. Inzwischen spielt der Weinanbau neben Mate, Baumwolle, Zuckerrohr und Rinderhaltung nur noch eine untergeordnete Rolle. Der Tourismus, vor allem der Auswanderungstourismus, erlangen eine ständig steigende Bedeutung.
Mit dem Centro Educativo Independencia, vor Ort auch als „Deutsche Schule“ bekannt, gibt es in Independencia eine private höhere Bildungseinrichtung für etwa 140 Schüler, die am Ende ihrer Schulzeit ein humanistisches Abitur (Bachillerato Humanístico) ablegen können.